# 高瓴资本集团
高瓴集团（英語：Hillhouse Group）是一家2005年在北京创建的投资管理公司。高瓴管理的基金规模从最初的2000万美元发展到2021年的730亿美元，被媒体报道为亚洲规模较大的私募股权管理基金之一。

## 历史
2005年6月，创始人张磊收到获得耶鲁大学捐赠基金的首席投资官大卫·斯文森批准的2000万美元种子基金，用于创建高瓴资本集团。张磊坚持长期投资理念，主要投资中国的互联网创业者与初创公司等。

## 投资项目
高瓴资本投资项目主要有腾讯公司、京东公司、美团点评、滴滴出行、蔚来汽车、Bilibili、爱奇艺、Uber、Airbnb、Traveloka、百丽国际（Belle International）、Peet’s Coffee、Global Logistic Properties、CRED、Little Freddie、蓝月亮、名创优品、百济神州和药明康德等。